# عبید بن ابرص
 عبید بن ابرص  فرزند ابرص (... - ۷ هـ = ... - ۶۲۸ م)
، نام کامل وی: ( عبید بن الأبرص بن حنتم بن عوف بن جشم الأسدی) . وی از شاعران طبقهٔ یکم دوران جاهلی بود. ویکی از شعراء (المُعَلقات) مشهور آن دوران بود. . و معاصر امرؤالقیس بود، وباوی مناظرات ومناقضات زیادی دارد. «عبید» عمری طولانی آورد.
«عبید بن الأبرص» یکی از زیرکان مشهور عرب بود.
- این چند بیت از مطلعهٔ معلقهٔ مشهور «عبید بن الأبرص» که به معلقهٔ (أقفـرَ من أهلهِ مَلْحـوبُ) معروف است:

## مطلع معلقه
| أقفـرَ من أهلهِ مَلْحـوبُ    |  | فالقُطبیَّــات فالذَّنـــوبُ  |
| فَراکِـسٌ فثُعَیـلٍبــاتٌ      |  | فَـذاتَ فَـرقَـینِ فالقَـلِیبُ  |
| فَعَـرْدةٌ، فَقَفــا حِـبِرٍّ     |  | لَیسَ بِها مِنهُــمُ عَـریبُ    |
| وبُدِّلَتْ مِنْ أهْلِها وُحوشًا    |  | وغًـیَّرتْ حالَها الخُطُــوبُ   |
| أرضٌ تَوارَثَهـا الجُدوبُ     |  | فَکُـلُّ من حَلَّهـا مَحْـروبُ    |
| إمَّـا قَتیـلاً وإمَّـا هَلْکـًا |  | والشَّیْبُ شَـیْنٌ لِمَنْ یَشِـیبُ   |
| عَینـاکَ دَمْعُهمـا سَـروبٌ    |  | کـأنَّ شَـأنَیهِمـا شَـعِیبُ    |
| واهِیــةٌ أو مَعـینُ مَـعْنٍ   |  | مِنْ هَضْبـةٍ دونَها لَهـوبُ    |
| أو فَلْجُ وادٍ بِبَطْـنِ أرضٍ    |  | لِلمـاءِ مِنْ تَحْتِهـا قَســیبُ |
| أوْ جَدولٌ فی ظِلالِ نَخْـلٍ    |  | لِلمـاءِ مِنْ تَحتِهـا سَـکوبُ  |
| تَصْبو وأنَّی لکَ التَّصابی ؟  |  | أنَّی وقَد راعَـکَ المَشـیبُ   |
| فإنْ یَکُـنْ حـالَ أجْمَعِهـا   |  | فلا بَـدِیٌّ ولا عَجـیبُ      |
| أوْ یـکُ أقْفَـرَ مِنها جَـوُّها |  | وعادَها المَحْـلُ والجُـدوبُ  |
| فکُـلُّ ذی نِعْمـةٍ مَخلـوسٌ    |  | وکُـلُّ ذی أمَـلٍ مَکـذوبُ     |
| فکُـلُّ ذی إبِـلٍ مَـوْروثٌ     |  | وکُـلُّ ذی سَـلْبٍ مَسْـلوبُ     |

## پایان زندگی
«عبید بن ابرص»  سر أنجام  بدست نعمان بن منذر   ابن ماء  السماء، پادشاه حیره کشته شد.